# رافائيل أوريبي أوتشوا
رافائيل أوريبي أوتشوا (بالإسبانية: Rafael Uribe Ochoa)‏ (16 ديسمبر 1960 - 15 سبتمبر 2020)، هو ممثل سينمائي وتلفزيوني كولومبي.